# Robert Wagner
Robert John Wagner (Detroit, 10 de fevereiro de 1930) é um ator norte-americano.  
Começou sua carreira atuando como coadjuvante, tendo presença marcante no cinema da década de 1950, embora tenha recebido menos oportunidades a partir na década seguinte. Suas atuações mais emblemáticas foram em O Príncipe Valente, A Pantera Cor de Rosa, dirigido por Blake Edwards, e na trilogia Austin Powers. 
Mais tarde, migrou para a televisão, obtendo sucesso em séries como Hart to Hart (br: Casal 20), onde interpretou o personagem Jonathan Hart. Mais recentemente, teve uma participação recorrente em NCIS – Investigação Naval, no papel de Anthony DiNozzo Sr.

## Carreira
Wagner nasceu em Detroit e era neto de imigrantes noruegueses e alemães. Sua mãe, Thelma Hazel Alvera, trabalhava como telefonista, enquanto seu pai, Robert John Wagner, Sr., era vendedor da Ford.
Sua trajetória como ator começou aos 19 anos, ao participar de uma audição para o filme Teresa, de 1951, embora não tenha sido selecionado para o filme. Nessa mesma época, conseguiu uma breve aparição não creditada em The Happy Years, antes de ser contratado pela 20th Century Fox. Wagner inicialmente desempenhou pequenos papéis, notabilizando-se em filmes como The Frogmen e Meu Coração Canta. Foi em Stars and Stripes Forever, de 1952, e Titanic (br: Náufragos do Titanic), de 1953, que suas primeiras interpretações mais notáveis aconteceram.
Seu estrelato como protagonista ocorreu em Beneath the 12-Mile Reef (br: Rochedos da Morte), um dos primeiros filmes a utilizar o CinemaScope. Em seguida, teve papéis em produções aclamadas da década de 1950, como Broken Lance (br: Lança Partida) e em Prince Valiant (br: Príncipe Valente). Seus papéis em produções seguintes como The Hunters e In Love and War (br: Três Encontros com o Destino) não repetiram o mesmo sucesso de antes. Em 1960, atuou em All The Fine Young Cannibals com sua então esposa Natalie Wood. O filme não alcançou o sucesso desejado, enfrentando críticas desfavoráveis e baixa bilheteria.
Após se divorciar de Natalie, Wagner se mudou para a Europa, atuando em uma rápida participação em O Mais Longo dos Dias, e mais tarde, em I sequestrati di Altona (br: O Condenado de Altona), de Vittorio de Sica, que não foi bem recebido comercialmente. Seu destaque viria em 1963, no papel de George em A Pantera Cor-de-Rosa, dirigido por Blake Edwards, um sucesso de bilheteria. Ao perceber a recepção positiva de seu filme anterior, Edwards convidou Wagner para também estrelar seu lançamento seguinte, A Corrida do Século, ao lado de Natalie Wood. Edwards queria que Wagner também nesse filme tivesse um papel principal, pórem o executivo do estúdio Jack Leonard Warner o substituiu por Tony Curtis.
Retornando a Hollywood, Wagner contracenou com Paul Newman em Harper (br: Harper: O Caçador de Aventuras), de 1966. No mesmo ano, assinou contrato com a Universal Pictures, estrelando pela primeira vez ao lado de sua futura esposa Jill St. John, em How I Spent My Summer Vacation (br: Roleta Russa), bem como em Banning (bra: Um Homem em Leilão). Mais tarde, Wagner voltaria a contracenar novamente com Paul Newman no drama Winning (br: 500 Milhas), de 1969, e no cinema catástrofe The Towering Inferno (br: Inferno na Torre), de 1974, tendo neste último filme uma participação menor.
Entre 1975 e 1978, Wagner alcançou seu ápice na televisão ao interpretar o detetive Pete T. Ryan, em Switch, ao lado de seu amigo de longa data, o ator Eddie Albert. Após o fim da série, Albert e Wagner contracenaram novamente em The Concorde ... Airport '79. 
A partir de 1979, passou a estrelar, ao lado de Stefanie Powers e Lionel Stander, em Hart to Hart, exibida até 1984, com um total de 110 episódios.
Em 1983, reprisou seu papel como George, em A Maldição da Pantera Cor-de-Rosa. O filme foi um fracasso de bilheteria.
Mais tarde, em 1987, atuou no suspense Love Among Thieves (br: Amor entre Ladões) ao lado de Audrey Hepburn, e em 1988 atuou com Jaclyn Smith em Windmills of the Gods, uma minissérie de dois episódios baseada na novela de Sidney Sheldon. No ano seguinte, atuou em Around the World in 80 Days, de três episódios, estrelado por Pierce Brosnan, baseado na obra de Júlio Verne.
Na década de 1990, Wagner interpretou Bill Krieger, em Dragon: The Bruce Lee Story, um drama biográfico sobre a vida de Bruce Lee. Na comédia Austin Powers: International Man of Mystery, dirigida por Mike Myers, atuou como o capanga Número 2, reprisando o papel nas sequências de 1999 e 2002.
Entre 2007 e 2008, desempenhou o papel de Teddy Leopold em cinco episódios de Two and a Half Men. Além disso, teve uma papel recorrente em NCIS, em que interpretou o pai do agente Anthony DiNozzo, aparecendo em um total de 13 episódios entre 2010 e 2019.

## Vida pessoal
Foi casado duas vezes com a atriz Natalie Wood, tendo o casal se conhecido em 1956. No entanto, o casamento chegou ao fim após Natalie descobrir que o marido mantinha casos extraconjugais. Após se divorciar de Natalie, o ator casou-se com a também atriz Marion Marshall, em uma união que durou até 1970. Mais tarde, Wagner voltou a se relacionar com Natalie, e os dois se casaram pela segunda vez, permanecendo juntos até a morte de Natalie, em 1981.
Em 1982, Wagner iniciou um namoro com a atriz Jill St. John, com quem se casou anos mais tarde, em 1990. Wagner e St. John já haviam se conhecido durante a década de 1950. Atualmente, o casal reside em Aspen, no Colorado.
Wagner é pai de duas filhas biológicas, uma delas é fruto de seu relacionamento com Natalie Wood, e a segunda é filha de seu relacionamento com Marion Marshall. Ele também é pai adotivo de Natasha Gregson Wagner, que é filha do casamento de sua ex-mulher Natalie Wood com seu então marido Richard Gregson. Em 2006, ele foi avô pela primeira vez, após sua filha Katie Wagner, de seu casamento com Marshall, dar à luz a um menino.
Em sua autobiografia, Pieces of My Heart: A Life, escrita por Scott Eyman, Wagner relata seu relacionamento de quatro anos com a atriz Barbara Stanwyck, iniciado durante as filmagens de Titanic, em 1953. Na época, Wagner tinha 22 anos, enquanto Barbara tinha 45. Embora amigos próximos soubessem do romance, o casal manteve o envolvimento em segredo para evitar escândalos.
Em 2011, o caso da morte de Natalie Wood, foi reaberto. Robert não foi acusado do assassinato, porém de acordo com o capitão do barco em que passeavam no dia, ele teria sido o responsável por sua morte. Também foi divulgado que no dia da morte da atriz, Natalie e Wagner tiveram uma discussão. Algumas teorias sugerem que ela possa ter batido a cabeça após consumir álcool e tentar subir em um bote. A causa oficial da morte de Natalie permanece como afogamento e hipotermia.

## Filmografia
- Tenente Franklin em The Frogmen (1951)
- Soldado Coffman em Halls of Montezuma (1951)
- Little Willie em Stars and Stripes Forever (1952)
- Veterano de guerra paraquedista em With a Song in My Heart (1952)
- Tony Petrakis em Beneath the 12-Mile Reef (1953)
- Gifford "Giff" Rogers em Titanic (1953)
- Joe Devereaux em Broken Lance (1954)
- Príncipe Valente em Prince Valiant (1954)
- Josh Tanner em White Feather (1955)
- Bud Corliss em A Kiss Before Dying (1956)
- Sam Gifford em Between Heaven and Hell (1956)
- Christopher Teller em The Mountain (1956)
- Jesse James em The True Story of Jesse James (1957)
- Tenente Pell em The Hunters (1958)
- Tony Vincent em Say One for Me (1959)
- Chad Bixby, com base em Chet Baker em All the Fine Young Cannibals (1960)
- Tenente Ed Boland em The War Lover (1962)
- George Lytton em The Pink Panther (1963) (A Pantera Cor de Rosa) (1983)
- Allan Taggert em Harper (1966)
- Mike Banning em Banning (1967)
- Lutero Erding em Winning (1969)
- Alexander Mundy em O Rei dos Ladrões (1968-70)
- David Corey em O Nome do Jogo (1970-1971)
- Dan Bigelow em Inferno na Torre (1974)
- Brick Pollitt em Laurence Olivier Presents: Cat em um Hot Tin Roof (1976) (com a esposa, então Natalie Wood, e Laurence Olivier)
- Pete T. Ryan em Switch (1975-1978)
- Kevin Harrison em The Concorde ... Airport '79 (1979)
- Jonathan Hart em Hart to Hart (1979-1984)
- Mike Slade em Windmills of the Gods (1988)
- Bill Krieger em Dragon: The Bruce Lee Story (1993)
- Número dois em Austin Powers filmes (1997, 1999, 2002)
- Tom Baxter em Wild Things (1998)
- Presidente da Digicron em Fatal Error (1999)
- Amos em ''Man of Faith (2005)
- Presidente James Garfield em Netherbeast Incorporated (2007)
- Sr. Wilson em A Dennis the Menace Christmas (2007)

### Outros papéis
- Kenny Walsh no drama médico da NBC The Eleventh Hour, episódio "And God Created Vanity" (1963)
- Tenente / Major Phil Carrington na série da BBC Colditz (1972-1974)
- Narrador em dois episódios de The Jacques Cousteau Odyssey (1980-1982)
- Jonathan Hart em Hart to Hart (1979–84)
- Jack Gates, em Delirious (1991) (não creditado)
- Pai de Mickey (Dr. Abbot) em Seinfeld, episódio "O Yada Yada" (1997) (astro convidado)
- Jack Fairfield em Hope & Faith (2003) (astro convidado)
- Hollywood Homicide (2003) (astro convidado)
- Ele mesmo em Os Simpsons, episódio "Goo Goo Gai Pan" (2005) (convidado)[26]
- Alex Avery na série de televisão Las Vegas, episódio "Cash Springs Eternal" (2006)
- Barry Goal na segunda temporada de Boston Legal, episódios 26 'Spring Fever", e 27 "BL: Los Angeles" (2006)
- Teddy Leopold, namorado de Evelyn Harper na série Two and a Half Men (2007-2008) (astro convidado)
- Anthony DiNozzo Sr. em "NCIS" (2010) (astro convidado)